# Cryptoleptodon
Cryptoleptodon là một chi rêu trong họ Pterobryaceae.